# Fimberpass
Der Fimberpass, bündnerromanisch Cuolmen d’Fenga, ist ein 2609 m ü. M. hoher Pass, im Schweizer Kanton Graubünden, der das Unterengadin mit dem Tiroler Paznaun verbindet und die Silvretta von der Samnaungruppe trennt.

## Lage und Landschaft
Der Fimberpass verbindet das Fimbatal (Fimbertal, Val Fenga), ein südliches Nebental des Paznaun, und das Val Chöglias und Val Sinestra, eine nördliche Nebentalung des Engadin. Der Bach nach Norden ist der Fimbabach (Aua da Fenga), der Bach nach Süden der Aua Chöglias.
Der Pass liegt östlich des Fluchthorns, im Kamm zwischen Piz Tasna (3179 m ü. M.) am Talschluss des Fimbatals südlich, und Piz Val Gronda (2812 m ü. M.), über den die Staatsgrenze verläuft, nördlich, im Fimbatal also an der orographisch rechten Talseite. Dadurch dreht sich die allgemeine Weg-Richtung Süd–Nord hier auf Ost–West. Der Gipfel direkt südlich ist der Piz Mottana (2898 m ü. M.). Nördlich liegt der Stock des Ils Calchogns (2792 m ü. M.), wo zum Piz Davo Sassè mit dem Pass dal Gips (2590 m ü. M.) noch ein weiterer Übergang zwischen den beiden Tälern liegt. Vom Fimberpass geht es Richtung Schweiz erst nordostwärts, bevor an der Alp Chöglias der Talweg wieder Richtung Süden schwenkt.
Der Pass ist neben dem Schlappiner Joch einer der wenigen guten Übergänge über den Rätikon–Silvretta–Samnaun-Kamm (die historischen Verwallalpen) und gehört zu der Linie Fimbatal – Val Sinestra, an der man letztere beide abgrenzt.

## Geschichte und Erschliessung
Grabungen im Fimbatal haben eine Alpsiedlung des ersten vorchristlichen Jahrtausends belegt, es wird aber angenommen, dass der Pass schon seit der Bronze- oder gar Jungsteinzeit in Gebrauch war. Reste eines Altweges sind auch im hinteren Val Chöglias erhalten.
Der eigentlich niedrigere Pass dal Gips ist zur Alp Chöglias sehr unwegsam und wird bis heute kaum begangen.
Das Samnaun, das gegen das Inntal durch die Trisannaschlucht abgeriegelt ist, wurde vor rund 1000 Jahren von Rätoromanen aus dem Engadin und wieder im 13. Jahrhundert von den Westschweizer Walsern besiedelt. Es gehörte gerichtlich wie kirchlich lange zum Engadin. St. Peter zu Sins (Sent) war bis ins 15. Jahrhundert die Mutterkirche, und die Toten mussten dorthin zur Beerdigung gebracht werden.
Da das Paznaun eine sehr arme Gegend war, erhielt Ischgl 1460 von Landesfürst Siegmund das Privileg zollfreien Viehexports und Getreideimports, und 1505 auch das Mautrecht am Fimberpass. Getrieben wurden hauptsächlich Ziegen in die eine Richtung, und auf Packtieren Grundnahrungsmittel in die andere geführt.
Das ursprünglich zu Tirol gehörende österreichische Gericht Unterengadin wurde calvinistisch und kam laut Vertrag der Drei Bünde mit Österreich am Westfälischen Frieden 1652 an die Eidgenossenschaft. Die Engadiner Gemeinden kauften sich frei und behielten sich auch Weidegründe im hinteren Fimbatal, das darum heute zur Schweiz gehört. Der Handel kam in Folge aber weitgehend zum Erliegen, weil in der kleinen „Eiszeit“ im Paznaun die Erträge nicht einmal mehr für den Eigenbedarf reichten. Die Engadiner schrieben noch 1794 über die Walser als „die Leute aus diesen wilden Tälern im Norden“.
Der Pass war auch militärisch bedeutend. Am 29. Juli 1622 zogen in den Bündner Wirren 28 Kompanien kaiserlicher Truppen zu einer Vergeltungsmission für Prättigauer Brandschatzungen in Galtür in das Engadin. Am 22. April 1799 zog im Ersten Napoleonischer Krieg im Feldzug Feldmarschall Bellegardes gegen General Lecourbe, der sich im Engadin verschanzt hatte, ein Detachement Tiroler Landesschützen (etwa zwei Bataillone) über den Pass, wurde in Remüs in Kämpfe verwickelt und – weil es durch Schneefall isoliert war – aufgerieben. Bei der Offensive am 30. April ging der ganze rechte Flügel der Armee über den Fimberpass. Diese Kampagne war letztlich in der Schlacht bei Zürich im Juni erfolgreich.
1889 wurde mit der Heidelberger Hütte die Gegend für den Fremdenverkehr erschlossen. Während das vordere Fimbatal heute vom Schigebiet Silvretta Arena geprägt ist, sind hinteres Fimbatal und Val Sinestra weitestgehend naturbelassen.

## Bilder

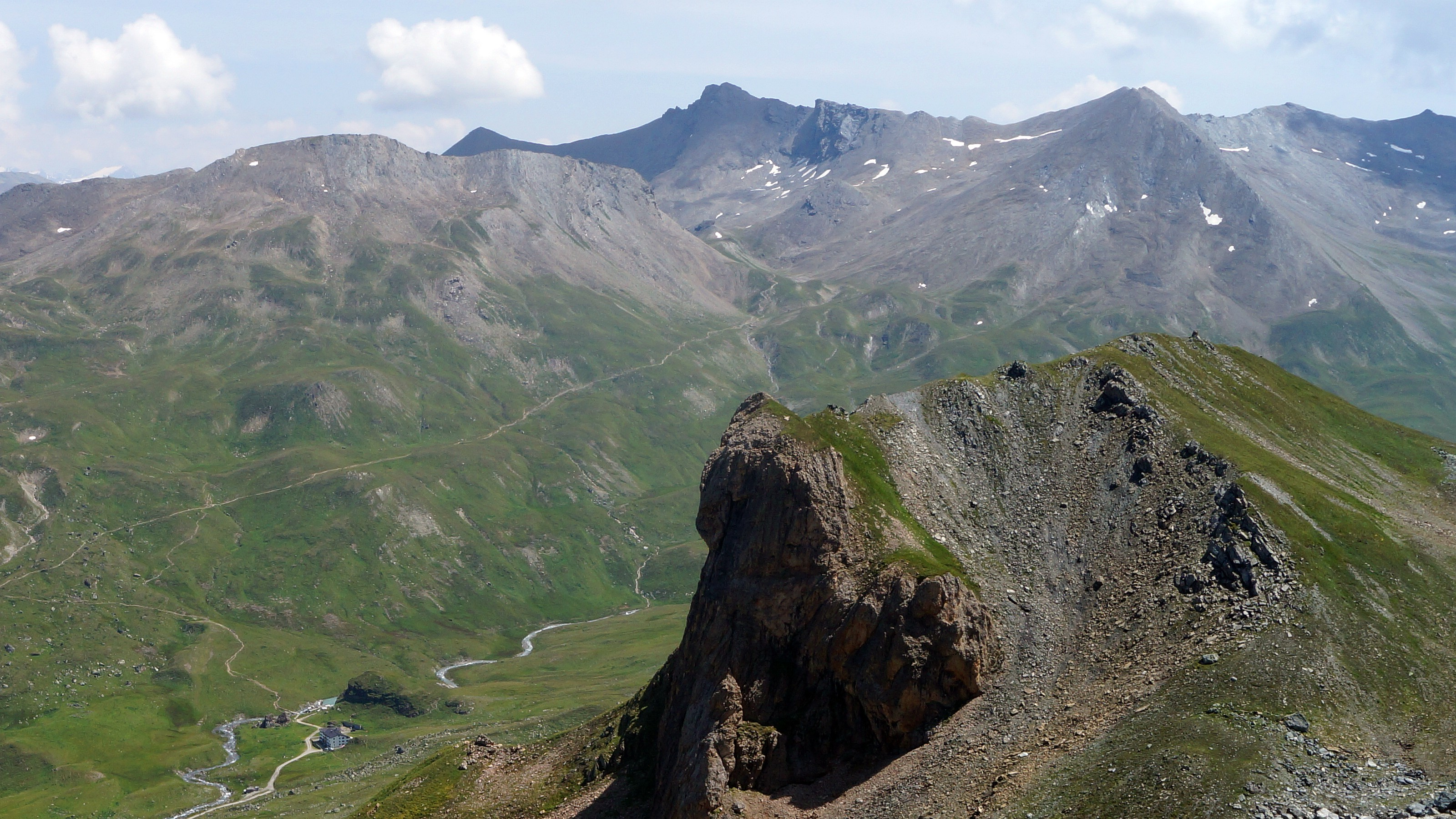
Blick vom Ritzenjoch zum Fimberpass, unten links die Heidelberger Hütte
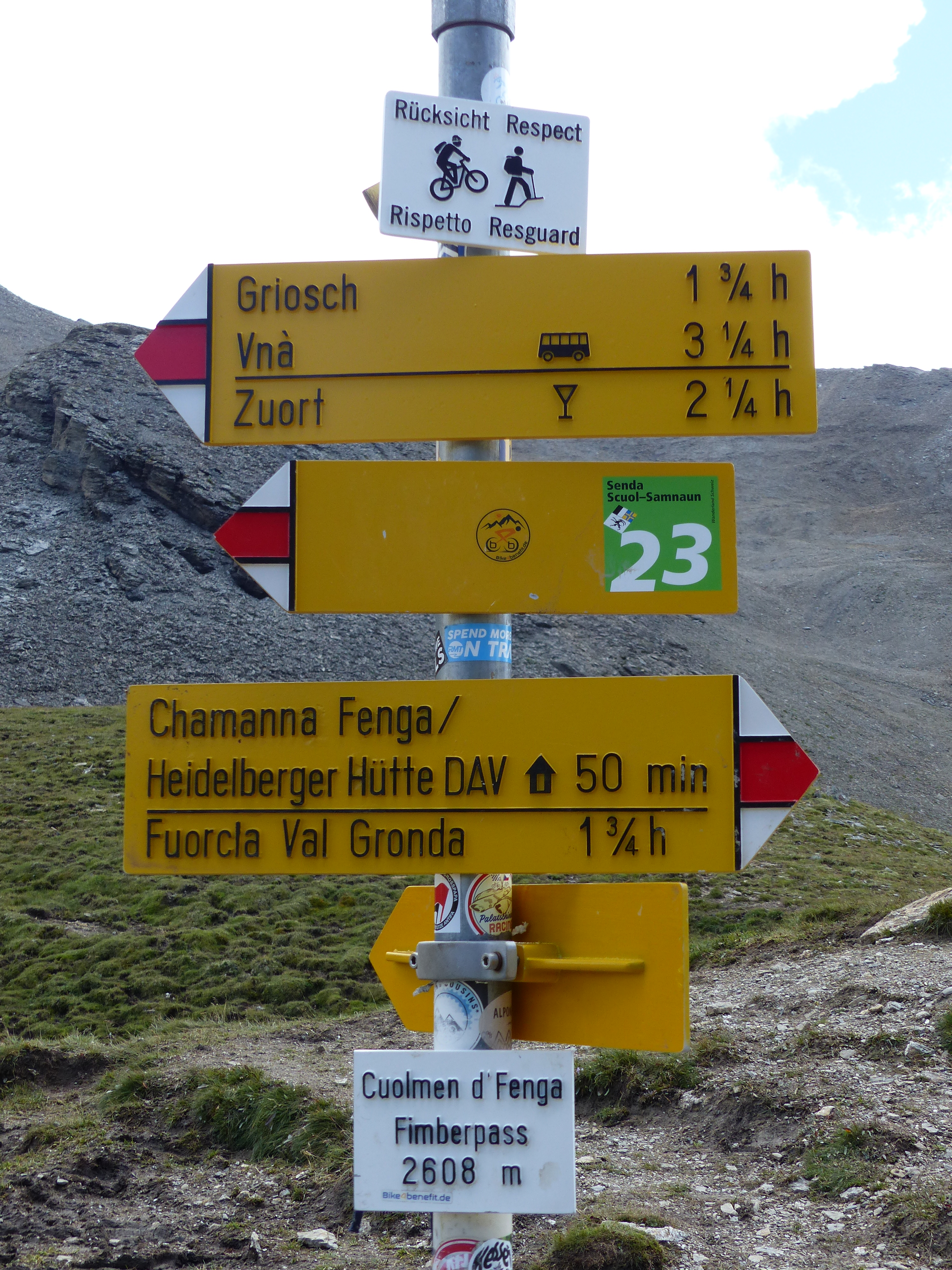
Wegweiser auf dem Fimberpass
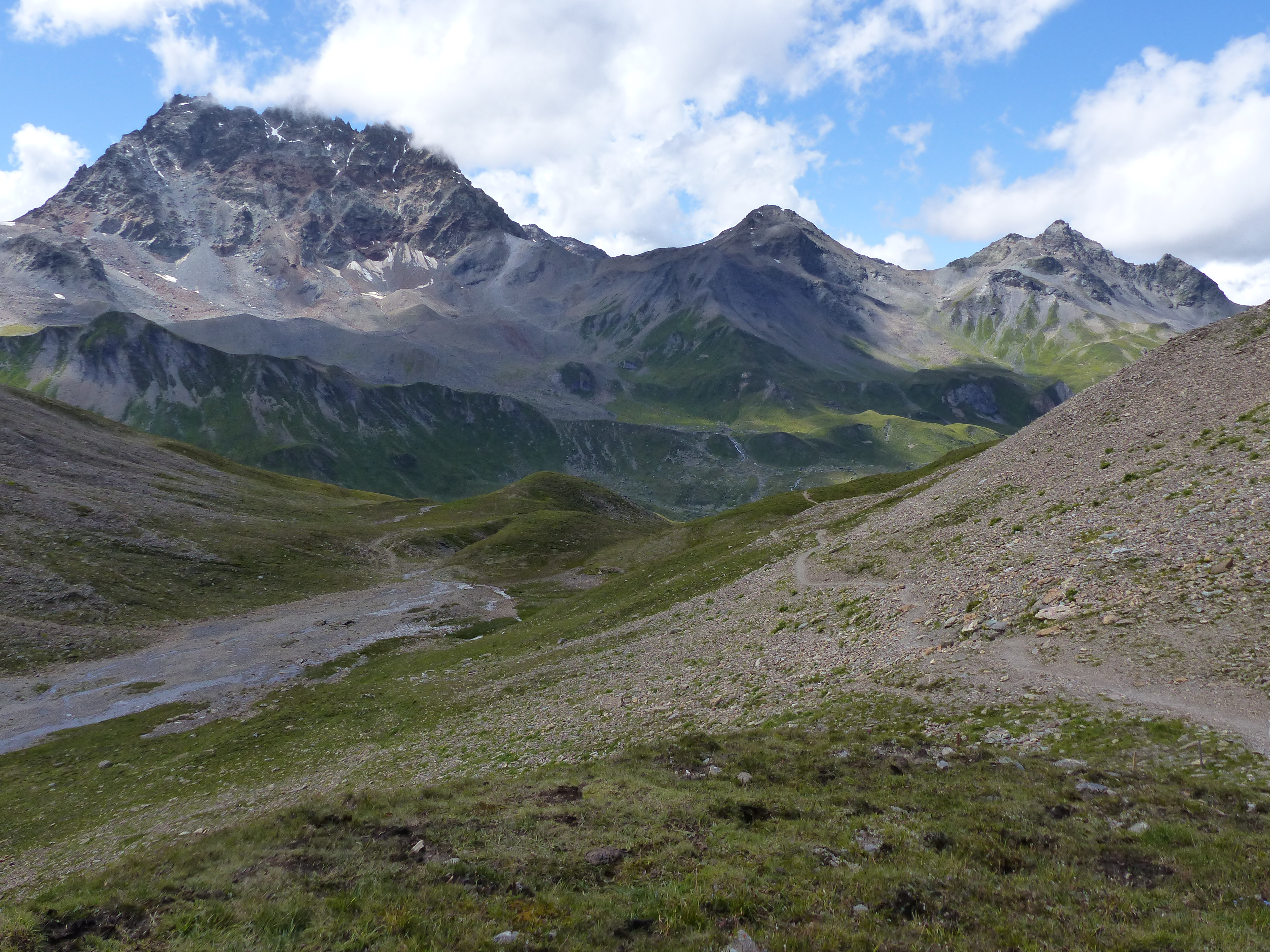
Blick vom Fimberpass nach Westen mit Fluchthorn (links)